# Gato (constelação)

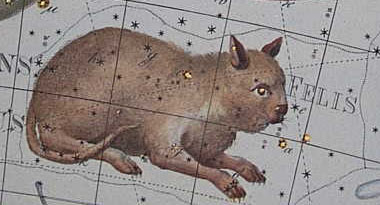
Constelação do Gato

Gato (em latim: Felis) foi uma constelação criada por Jérôme Lalande em 1799. Estava localizada entre as constelações de Antlia e Hydra.
Esta constelação, agora obsoleta, foi ilustrada a primeira vez na Uranographia sive Astrorum Descriptio (1801) de Johann Elert Bode.